# マンディンカ語
マンディンカ語（マンディンカご、Mandinka）は、セネガル、ガンビア、およびギニアビサウに暮らす約120万人のマンディンカ族によって話されているマンデ語族（マンデ語派）の言語で、ガンビアの主要言語である。
マンディンカ語はマンデ語族のマンディング諸語に属している。マンディング諸語の有名なものにはバンバラ語やマニンカ語が挙げられるが、これらがいずれも7母音（鼻母音あり）であるのに対し、マンディンカ語は5母音（鼻母音なし）である（言語系統の項に詳述）。

## 呼称揺れ
以下のような別称があるが、属する言語グループ名やマクロランゲージ名と混同しないよう注意が必要がある。（マンデ語、マンディング語、マンディンゴ語）
- Mande
- Manding
- Mandingo
- Mandingue
- Mandinque
- Socé

## 言語系統
先述の通り、マンデ語族に分類され、マンディング諸語の一つに数えられる。マンデ語族はニジェール・コンゴ語族に含まれるとする説もあり、その場合はマンデ語派と称される（詳細は当該記事に譲る）。
マンディンカ語はマンディング諸語のうち、更に西部マンディング諸語に分類される。バンバラ語に代表される東部マンディング諸語の7母音体系と異なり、マンディンカ語を含む西部マンディング諸語は5母音である。
マンディンカ語と同じ西部マンディンカ諸語には、ジャハンカ語、カソンケ語、キタマニンカ語（北マニンカ語ではない。マニンカ語とはやや遠縁）等が挙げられる。

## 音声・音韻

### 音節
以下のような音節構造を取りうる。
- V（母音のみ）
- CiV（頭子音+母音）
- CiVCf（頭子音+母音+末子音）

固有単語に限定すると、Cfは/ŋ/のみである。日本語の撥音と同様、後続する子音の逆行同化を受けて/ns, nc, mb/と発音される。フランス語系借用語のCfには/r, s/が立ちうる（例: /kùrtù/『ズボン』）。

### 子音
子音は以下の表のごとし。音価のIPA表記とローマ字正書法が異なる場合は山括弧〈〉で正書法を示す。
|            |          | 唇音 | 歯茎音 | 硬口蓋音 | 軟口蓋音 | 声門音 |
| ---------- | -------- | ---- | ------ | -------- | -------- | ------ |
| 鼻音       | 鼻音     | m    | n      | ɲ ⟨ñ⟩    | ŋ        |        |
| 閉鎖音     | 無声音   | p    | t      | t͡ʃ ⟨c⟩   | k        |        |
| 閉鎖音     | 有声音   | b    | d      | d͡ʒ ⟨j⟩   | (g)      |        |
| 摩擦音     | 摩擦音   | f    | s      |          |          | h      |
| ふるえ音   | ふるえ音 |      | r      |          |          |        |
| 接近音     | 接近音   | w    | l      | j ⟨y⟩    |          |        |
| 側面接近音 |          |      |        |          |          |        |

音節鼻音（撥音）が存在する。
- nnààm「はい（応答）」
- ŋte「私（強調形）」

語頭にmb、nd、ndy、ngも立ちうるが、一般的とは言えず、これらを独立の音節鼻音と見なすべきか、単なる付加的な子音と見なすべきかは議論の余地がある。
語中で長子音化が見られる (少なくとも /pp、cc、jj、kk、ll、mm、nn、ññ/)。

### 母音
|        | 前舌 | 中舌 | 後舌 |
| ------ | ---- | ---- | ---- |
| 狭母音 | i    |      | u    |
| 中母音 | e    |      | o    |
| 広母音 |      | a    |      |

母音の質は上記のごとし。いずれも長母音を持つ。バンバラ語に見られるような鼻母音はなく、それに対応して末尾子音/ŋ/が存在する。

### 声調
マンディンカ語には2段階（高-低）からなる「高・低・昇・降」の声調がある。ただし、「降」は実際に下降声調として発音されるとは限らず、ダウンステップとしてのみ現れる場合がある。
セネガルおよびガンビアのマンディンカ語は、近隣のウォロフ語、セレール語、ジョラ語といった非声調言語の影響を受けて、高低アクセントの体系に移行しつつある。
その一方で、ティリボ方言（Tilibo, 東の意。ギニアビサウ、ギニア、東セネガルで話される）では、声調体系がより堅固に保たれている。こういった保守的な方言は、マニンカ語（旧マリ帝国の公用語）、バンバラ語、スス語といった他の保守的なマンディング諸語と混合している。これらはいずれも、西部方言（ガンビア、セネガルの大部分で話される）ではわずかに垣間見られるだけの、西アフリカに典型的に見られる「棚田状のダウンステップ（teraced downstep）」を保存している。

## 綴り字
マンディンカ語にはラテン文字およびアラビア文字による綴り字が広く使われており、前者が正式な綴り字だが後者のほうが古くからありより広く使用される。それに加え、1949年に考案された全マンデ語派の文字であるンコ文字（"n ko"、『私は言う』の意）も使われる。
国際音声記号では、cは [ʧ], ñは [ɲ] と表記され、v, x, z, q は使われない。母音はスペイン語と同じで、倍の長さである。
アラビア表記では特殊な文字は使用しないが(例外として稀にeに特殊な母音字が使われる)、いくつかの文字はアラビア語とは異なる発音をする。
ラテン文字およびアラビア文字の子音は以下のように対応する。
| アラビア文字 | ا           | ع                 | ب    | ت | ط | ض | ج    | ه | ح | خ | د | ر | س | ش      | ص | ث | ظ | ڢ | ل | م | ن       | و | ي | ك    | لا |
| ラテン文字   | ('), aa, ee | (', with madda ŋ) | b, p | t | t | t | c, j | h | h |   | d | r | s | s (sh) | s | s | s | f | l | m | n, ñ, ŋ | w | y | k, g | la |

イタリックで書かれた文字は通常マンディンカ固有の言葉には使用されない。ه (h)はラテン表記にない声門閉鎖音を表すのに使われることもある。ラテン文字のŋは母音記号としてアラビア表記中に頻繁に使用される。下記参照。
母音は以下のように表される(区別的発音符はアラビア文字の子音の上もしくは下につけられる)。
| アラビア文字                  | ـَ              | ـِ                    | ـُ           | ـْ                  | ـִ                | ـً                    | ـٍ                          | ـٌ                | ـَا | ـِي | ـُو     |
| ラテン文字                    | a, e           | i, e, ee             | o, u        | (なし)             | e                | aŋ, eŋ               | iŋ, eeŋ, eŋ                | oŋ, uŋ           | aa | ii | oo, uu |
| アラビア記号のマンディンカ名: | sira tilidiŋo; | sira tilidiŋo duuma; | ŋoo biriŋo; | sira murumuruliŋo; | tambi baa duuma; | sira tilindiŋo fula; | sira tilindiŋo duuma fula; | ŋoo biriŋo fula. |    |    |        |

これに加え、アラビア文字の小文字の2 (۲)は重複を表すのに使われることがあり、ハムザは声門閉鎖音を正確に表すためにアラビア語と同じように使用されることがある。